# Physiognomik

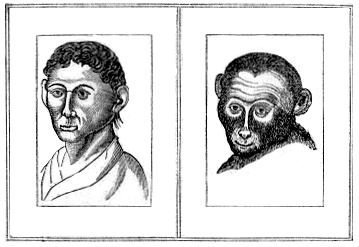
Illustration aus The Physiognomist’s Own Book, 1841; originale Bildunterschrift: „Ähnlichkeit zwischen Mensch und Affe. – Aristoteles lehnte sehr kleine Augen ab. Galen sagt, dass sehr kleine Augen ein sicheres Zeichen für Verzagtheit sind. […] Wer eine flache Nase hat, sagte Aristoteles zu Alexander, ist lasziv. Eine kurze und flache Nase, sagt Polemon, deutet auf eine Neigung zum Stehlen hin. […] Kleine Ohren sind nach Aristoteles bei Menschen verbreitet, die wie der Affe von Natur träge und süchtig nach Diebstahl sind. […] Adamantius versichert, dass sie dem gerissenen und boshaften Mann eigen sind. […] Adamantius versichert, dass ein kleines Gesicht den schlauen und schmeichlerischen Mann kennzeichnet. […]“

Als Physiognomik (von altgriechisch φύσις phýsis „Natur, Gestalt“ und γνώμη gnōmē „Erkenntnis“) bezeichnet man die Versuche, aus dem physiologischen Äußeren des Körpers, besonders des Gesichts, auf die seelischen Eigenschaften eines Menschen – also insbesondere dessen Charakterzüge und/oder Temperament – zu schließen.
Nachdem sie seit der Antike als Geheimwissen zirkulierte und im Zeitalter der Aufklärung zu einer populärwissenschaftlichen Blüte gekommen war, wurde sie im 19. und 20. Jahrhundert als wissenschaftlicher Unterbau für Rassismus und Eugenik herangezogen.
Traditionell wird die Physiognomik häufig unterschieden von
- der Pathognomik, bei der aus der Physiognomie – als fixiertem Ausdruck von Emotionen und Affekten, Neigungen und Gewohnheiten – der (ganze) Charakter gelesen wird, (→ Details zur Pathognomik im weiteren Artikel), sowie
- der Mimik, die sich mit dem durch die Gesichtsmuskulatur spontan gebildeten Ausdruck beschäftigt.

Eine Sonderform der Physiognomik ist die Handlesekunst.

## Geschichte

### Antike
Aus dem Altertum sind bei Aristoteles, Cicero, Quintilian, Plinius, Seneca und Galenus Quellen zur Physiognomik erhalten. Sie mögen dem Volkswissen entstammen oder aber Teil eines priesterlichen Geheimwissens gewesen sein, das Mantikern vorbehalten war.
Die vermutliche älteste Darstellung physiognomischen Wissens findet sich in den Schriften von Aristoteles. Nach Max Schneidewin und Valentin Rose ist es jedoch wahrscheinlich, dass nur kleine Teile davon von Aristoteles selbst stammen und antike Gelehrte den Text aus mindestens drei verschiedenen Quellen kompiliert haben (Pseudepigraphie). Der Text bietet dennoch Informationen über die Art des Wissens, das man in der Antike unter dem Stichwort Physiognomik für bewahrenswert hielt und wurde über Jahrhunderte immer wieder von Theoretikern der Physiognomik rezipiert.
Der pseudoaristotelische Text enthält zwei Kasuistiken: Zum einen sollen verschiedene „Charaktere“ an typischer Beschaffenheit von Körperfarbe, Behaarung, Haltung, oder Bewegung zu erkennen sein. So sei zum Beispiel bei einem „Feigling […] der Haarwuchs weich, der Körper geduckt, nicht hastig, die Waden zurückgezogen; rings im Antlitz etwas bleich; die Augen schwach und blinzelnd und die Extremitäten schwach und die Schenkel klein und die Hände dünn und lang“ usw. Der Rest des Textes ist eine parataktische Aufzählung, die jeweils ein körperliches Merkmal fast tabellarisch einer seelischen Eigenschaft zuordnet. Es wird nicht grundsätzlich zwischen physiologischen und pathologischen (affektiven) Körperzeichen unterschieden. Ein purpurrotes Gesicht lässt zum Beispiel auf Schamhaftigkeit schließen; schwarze Augen sind ein Zeichen von Feigheit usw. Daneben gibt es die Möglichkeit von Analogieschlüssen. So verweisen zum Beispiel Haupthaare, die sich an der Spitze kräuseln wie beim Löwen, auf besonderen Mut – die Eigenschaft des Löwen. Tiere und Menschen werden in der pseudoaristotelischen Physiognomik gemischt behandelt.
Mit größerer Sicherheit kann Aristoteles der methodologische Teil der „Physiognomonik“ (so seine Bezeichnung) zugeschrieben werden. Die Wissenschaftsfähigkeit der Physiognomonik sei gegeben, solange sie der „Methode“ folge. Das heißt, es dürfe nicht ausgehend von Einzelfällen und oberflächlichen Ähnlichkeiten geschlossen werden, sondern es müssten viele Fälle gesammelt und verglichen werden, will man allgemeine physiognomische Regeln gewinnen. (Diese Auffassung ist im Einklang mit dem aristotelischen Organon der Wissenschaften.) Die „ontologische Voraussetzung“ für ihre Richtigkeit sei, wie der Text weiter analysiert, die gegenseitige Abhängigkeit von Körper und Seele. Veränderungen im Körper verursachten auch seelische Veränderungen und umgekehrt, stünden also in einer Wechselbeziehung.

### Mittelalter und Renaissance
Die Physiognomik gehörte im Mittelalter und in der Renaissance über Jahrhunderte hinweg mit der Alchemie zu den okkulten Künsten. Giambattista della Porta reihte sie in das Spektrum der Magia Naturalis ein (De Humana Physiognomia, 1586). Portas Werk beruht auf einer aus dem 2. Jahrhundert n. Chr. stammenden anonymen Schrift Physiognomika, die bereits eine Systematik physiognomischer Befunde enthielt. Auch in den Schriften von Albertus Magnus, Agrippa von Nettesheim, Girolamo Savonarola, Alexander Achillini, Tommaso Campanella, Rudolf Goclenius finden sich physiognomische Überlegungen.
Die Physiognomik der Renaissance muss im Zusammenhang mit der Humoralpathologie gesehen werden, die seit Galenus (2. Jh. n. Chr.) das maßgebliche medizinische Dogma war. Gemäß der galenischen Medizin war das menschliche Temperament abhängig vom Verhältnis der vier Säfte (Blut, gelbe Galle, schwarze Galle, Schleim) und den Qualitäten der vier Elemente (warm, kalt, feucht, trocken). Der Charakter hatte seine Entsprechung auch in verschiedenen Körpertypen. Dementsprechend sollte sich am Körpertypus das Temperament erkennen lassen. Albrecht Dürer entwickelte sogar eine aufwendige Proportionenlehre, um die verschiedenen Körpertypen der Temperamentenlehre in der Kunst angemessen darstellen zu können.
Giambattista della Porta etwa war – ausgehend von Aristoteles – davon überzeugt, dass die ganze Welt ein Netz geheimer Analogien sei: Formen des Pflanzenreichs, Tierreichs und des Menschenkörpers, die sich ähneln, lassen auf verwandte Eigenschaften schließen. Ein Mensch, dessen Gesicht Ähnlichkeit mit einem Schaf hat, habe daher auch das Gemüt eines Schafs usw.
Ein anderes System war die Metoposkopie, die Kunst, aus den Linien der Stirn zu lesen. Nach der Metoposcopia (1658) des italienischen Gelehrten Hieronymus Cardanus entsprachen bestimmte Stirnfalten den Planeten (Sonne, Mond, Merkur, Venus, Mars, Jupiter, Saturn), die wiederum Einfluss auf das Temperament und das Schicksal haben. Auch bestimmte Formen der Stirnfalten konnten Bedeutung haben. Alternativ dazu entwickelte er ein System der Muttermale, die je nach Platzierung im Gesicht bestimmten Tierkreiszeichen entsprachen.
Diese okkulten Künste stehen im Zusammenhang mit der zeitgenössischen Vorstellung einer Art Geheimschrift der Natur, die sich wie ein göttliches Kryptogramm in allen Formen der Pflanzen, Tiere und Menschen abzeichnen sollte. Prominente Vertreter dieser Auffassung waren u. a. Paracelsus und Jakob Böhme. Mit bestimmten Lesekünsten wie der Chiromantie (Hand-), Metoposkopie (Stirn-), Geomantie (Erdboden-), Hydromantie (Wasser), Pyromantie (Feuer-) und Physiognomik (Gesichtslesekunst) sollte dieses tausendbuchstäbige Alphabet Gottes (Lavater) entziffert werden können. Paracelsus nennt diese Zeichen „Signaturen“ (Signaturenlehre), weil sich in ihnen der unfassbare Einfluss der Gestirne in Form einer Schrift materialisieren sollte. Systeme dieser Art finden sich in zahlreicher Ausführung und verschiedenen Graden der Komplexität.
Es gab jedoch auch Zweifler, etwa Leonardo da Vinci. Für ihn konnte Physiognomik nur beschreibende Aufgaben übernehmen; Schlüsse auf die Seele ließ für ihn nur die Pathognomik zu, die sich mit den Gefühlsausdrücken beschäftigt.

### 18. Jahrhundert
Das Zeitalter der Aufklärung stand dem Geheimwissen der Hermetik und der Humoralpathologie Galens zunehmend skeptisch gegenüber. Dennoch gelang dem Schweizer Pastor Johann Caspar Lavater mit seinen vierbändigen Physiognomischen Fragmenten (1775–1778) ein großer Bucherfolg. Lavater ließ sich nicht auf methodische Diskussionen ein, wie sie sein schärfster Gegner, Georg Christoph Lichtenberg, forderte, sondern verschmolz den seelischen Einfühlungsgestus der Empfindsamkeit, protestantische Offenbarungsrhetorik mit der zeitgenössischen Suche nach einer Universalsprache der Natur. Lavater legte ein riesiges Bildarchiv an, darunter Silhouetten berühmter Persönlichkeiten, Porträtzeichnungen von Adligen, Bürgern und einfachen Leuten, Schriftstellern und Verbrechern, selbst von Tieren. In einem religiös-ekstatisch gefärbten Duktus beschreibt er die einzelnen Physiognomien, die er selbst als „Buchstaben des göttlichen Alphabets“ verstand:

„Ich verspreche nicht (denn solches zu versprechen wäre Thorheit und Unsinn) das tausendbuchstäbige Alphabeth zur Entzieferung der unwillkührlichen Natursprache im Antlitze, und dem ganzen Aeußerlichen des Menschen, oder auch nur der Schönheiten und Vollkommenheiten des menschlichen Gesichtes zu liefern; aber doch einige Buchstaben dieses göttlichen Alphabeths so leserlich vorzuzeichnen, daß jedes gesunde Auge dieselbe wird finden und erkennen können, wo sie ihm wieder vorkommen.“

Die Begriffe der „Natursprache“ und des „göttlichen Alphabets“ entsprachen der verbreiteten Überzeugung, dass die Natur und die Welt genauso lesbar sein müsse wie die „künstlichen Zeichen“ in Büchern und Bildern; die Natur müsse zeichenhaft organisiert sein und diese Natursprache sei wiederum universeller als jede menschliche Sprache. Diese Theorie war umstritten; sie fand jedoch großen Anklang in der Genieästhetik und im Sturm und Drang.
Die Physiognomik Lavaters war so erfolgreich, dass es Mode wurde, in Gesellschaft Silhouetten von den Gästen zu zeichnen und diese auszudeuten. Porträts von berühmten Persönlichkeiten und engen Freunden sammelte man, weil man glaubte, in ihnen die vortrefflichen Charakterzüge der Personen herauslesen zu können.
Ein prominenter Vertreter der Physiognomik war Alexander von Humboldt, der den Begriff auf die Pflanzenwelt erweiterte und so lange Zeit hoffähig machte. Er prägte aber auch die Diskussion am Menschen durch Wortneuschöpfungen:

„Ich habe schon früher bemerkt, daß es vorzüglich die Geistesbildung ist, was Menschengesichter von einander verschieden macht. Barbarische Nationen haben vielmehr eine Stamm- oder Hordenphysiognomie als eine, die diesem oder jenem Individuum zukäme.“

Die Lavatersche Physiognomik erntete von den Zeitgenossen auch Kritik und Spott. Der Göttinger Gelehrte Georg Christoph Lichtenberg schrieb mehrere Polemiken und Satiren gegen die „physiognomische Raserei“. Die alternative Theorie der Pathognomik vertraten sowohl Lichtenberg wie auch Goethe, nachdem er sich von Lavater distanziert hatte. Goethe, zunächst Beiträger zu Lavaters Physiognomik, distanzierte sich später von Lavater und wandte sich der Pathognomik zu. Die Seele eines Menschen, so Goethe, lasse sich vielleicht von seinem Äußeren ablesen, jedoch nur, wenn sich durch Krankheit oder Schicksal Spuren auf seinem Körper abgezeichnet hätten. Vielmehr müssten Kleidung, Wohnungseinrichtung, Habitus etc. in die Beobachtungen einfließen. Die Pathognomik geht nicht von den unveränderlichen Eigenschaften der Knochenstruktur aus, sondern von den Spuren, die Emotionen, Lebensweise und sozialer Status am Körper hinterlassen.

### 19. Jahrhundert

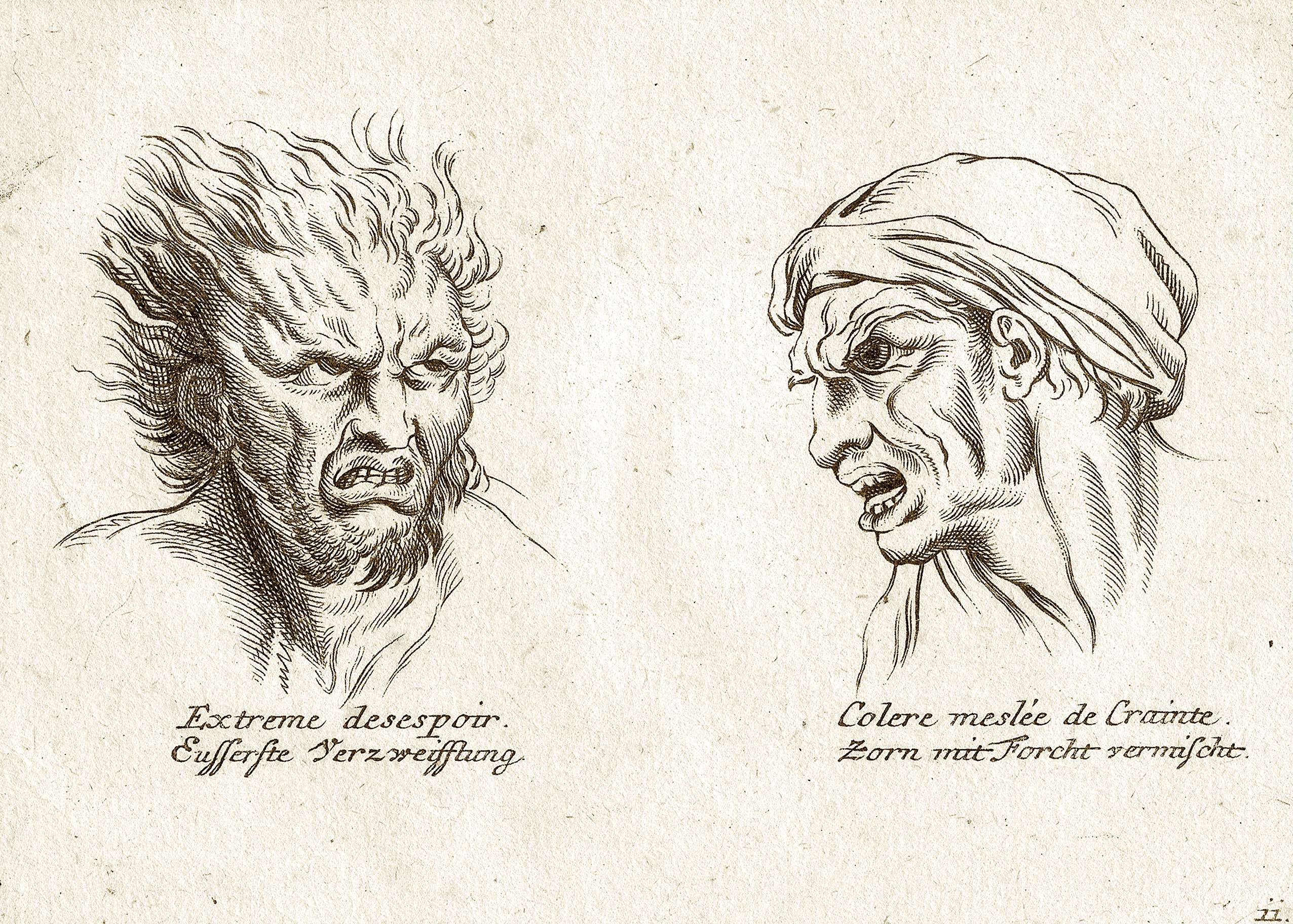
Typische Illustration in einem Buch zur Mimik im 18. Jh. (links: „Eusserste Verzweifflung“, rechts: „Zorn mit Forcht vermischt“). Anders als in phrenologischen und biometrischen Ansätzen ist hier nicht die Schädelform, sondern die Gesichtsmuskulatur der Bedeutungsträger.

Der Phrenologie, hervorgegangen aus der Lokalisationslehre des deutschen Arztes Franz Josef Gall, gelang es bald, die „Nachfolge“ Lavaters anzutreten. Gall teilte das menschliche Gehirn in verschiedene Areale ein. Jedes dieser Areale sollte dann durch Druckausübung von innen zu einer Ausbuchtung oder Delle am äußeren Schädel führen und somit auf Mangel oder Übermaß einer bestimmten geistigen Eigenschaft hindeuten. Gall war so bekannt, dass er Zugang zu den europäischen Adelshöfen und zu den Totenschädeln berühmter Menschen, etwa dem des Philosophen Immanuel Kant, bekam. Obwohl die Phrenologie schnell als „unwissenschaftlich“ galt, hatten Galls Theorien im 19. Jahrhundert beträchtlichen Erfolg.
Der Siegeszug der Statistik machte jedoch die Biometrie (Vermessung quantitativer Merkmale von Lebewesen) zur erfolgreichen Thronfolgerin der Physiognomik. Im Unterschied zur Physiognomik versuchte die rassistisch geprägte Biometrie oder Anthropometrie des 19. Jahrhunderts nicht, am Körperäußeren Hinweise auf die Seele zu finden, sondern wollte aus quantitativ gesammelten Messdaten objektiven Aufschluss über den Zusammenhang von Körpergestalt und intellektueller Fähigkeit gewinnen.
Als Begründer der Biometrie gilt der holländische Arzt Petrus Camper, der bereits im 18. Jahrhundert Tier- und Menschenschädel zersägte und die Längsschnitte vermaß. Camper vermaß den Winkel zwischen einer horizontalen Linie, die von der Nasenwurzel bis zur Ohröffnung verlaufen sollte, und der „Gesichtslinie“ von der Nasenspitze zum Scheitelpunkt der Stirn. Aus vergleichenden Studien meinte er schließen zu können, dass sich an diesem Winkel die Entwicklungsstufe und die objektive Schönheit des Menschen ablesen ließe. Die Ergebnisse entsprachen den rassistisch geprägten Erwartungen: Beim Orang-Utan maß er 58 Grad, bei „schwarzen Menschen“ 70, beim „Europäer“ 80 und bei antiken Statuen sogar 100 Grad. Mit der zunehmenden Popularität der Rassentheorien gelang es der Biometrie zunehmend, politische Wirkung zu entfalten. In Italien entwickelte der Arzt Cesare Lombroso in seinem Buch L'uomo delinquente (1876, deutsch: Der Verbrecher) eine Schädelkunde, mittels derer potenzielle Verbrecher bereits im Vorfeld erkannt werden sollten. Durch systematische Fotografien und Vermessungen der Körpermaße von Inhaftierten sollte ein objektiver Typus des Verbrechers ermittelt werden. Parawissenschaftliche Theoreme dieser Art hielten sich lange Zeit und blühten vor allem in den 1920er und 1930er Jahren wieder auf, bis sie unter dem Nationalsozialismus zunehmend von der Genetik (Erblehre, Eugenik/Rassenhygiene) als rassistischer Leitdisziplin abgelöst wurde.
Der zweite erfolgreiche, bis in die Gegenwart fortwirkende Ansatz kam aus den neuen Disziplinen der Psychologie und der Verhaltensbiologie. Philosophen und Forscher wie Carl Gustav Carus, Charles Bell, Charles Darwin (Der Ausdruck der Gemütsbewegungen bei dem Menschen und den Tieren, 1872) und Theodor Piderit versuchten, die Physiognomik in den Kontext der Ausdrucksforschung beziehungsweise der Anatomie der Gesichtsmuskulatur zu stellen. Auf der Pathognomik des 17./18. Jahrhunderts aufbauend, machte man sich an eine systematische Erforschung der Mimik. Biometrische und phrenologische Ansätze wurden hier abgelehnt oder als sekundär aufgefasst. Die mimisch verformbare Gesichtsmuskulatur wurde als primärer Bedeutungsträger verstanden. Die mimischen Zeichen, im 18. Jahrhundert noch vielfach als universelle, der Sprache überlegene Konstante begriffen, wurde nun zunehmend auch als ethnische, teilweise auch transethnische Variable eingestuft sowie als Bindeglied zwischen tierischem und menschlichem Verhalten begriffen.

### 20. Jahrhundert

Frontansicht eines Buches von Amandus Kupfer, Foto: R. Schleevoigt

Unter dem Stichwort „Menschenkenntnis“ erlebte die Physiognomik – oder besser: erlebten die Physiognomiken – in den 1920er und 1930er Jahren neue Beliebtheit. Zusammen mit der Graphologie, die der Philosoph Ludwig Klages entwickelt hatte, wurden Zusammenstellungen alter und neuer Schriften zur Physiognomik zu populärwissenschaftlichen Bestsellern. Auch in der Theorie des Films, etwa bei Rudolf Arnheim, wurde sie zum wichtigen Schlagwort. Man vermutete hier einerseits die Möglichkeit einer universellen, wortlosen künstlerischen Ausdrucksmöglichkeit (Ausdruckstanz, Pantomime, Stummfilm), andererseits eine komplexitätsreduzierende Navigationsmöglichkeit in der großstädtischen „Masse“, in der althergebrachte soziale Orientierungsmöglichkeiten zu versagen schienen. Nur teilweise wurde dieses Aufblühen der Physiognomik von rassistischen Motiven getragen.
Auch der Historiker Oswald Spengler gebraucht den Begriff Physiognomik in seiner Philosophie der Geschichte (Der Untergang des Abendlandes). Gemeint war damit die Morphologie der Geschichte, also Geschichte kultureller Formen, die wie Organismen geboren werden, sich entwickeln und sterben. Indem er die Geschichte der Kulturen mit dem Körper von Lebewesen verglich, konnte er von der Tätigkeit des Historikers als einer Art Physiognomik sprechen.
Anders gelagert war die essayistische Physiognomik des Kulturphilosophen Rudolf Kassner. Kassner versuchte in seinen Schriften eine physiognomische Deutung des „Lebendig-Gestalthaften“, sowohl der Natur wie des Menschen. Physiognomische Deutung verstand er in striktem Gegensatz zur analytischen Zergliederung der Welt. Sie müsse durch „Einbildungskraft“ und umfassende Einfühlung in den Gegenstand geschehen. Der „moderne Mensch“ habe ein „zerrissenes“ und „klaffendes“ Gesicht; verloren seien die verschiedenen „Typen“, die der früheren Ständeordnung entsprachen. Der moderne Typus des Menschen sei der „Schauspieler“, während der alte Mensch eins war mit der Welt und daher noch ein „Gesicht“ hatte. Kassners Physiognomik trägt daher die Züge einer Kulturkritik der Moderne aus konservativer Sicht.
In der nationalsozialistischen „Rassenhygiene“ dienten Lombrosos rassistische Hypothesen zur pseudowissenschaftlichen Unterfütterung des Eugenikprogramms. Willkürliche Rangfolgen von Schädelformen sollten die Wertunterschiede zwischen „höher entwickelten“ und „niederen“ Rassen als wissenschaftliche Fakten darstellen. Juden und „lebensunwertes Leben“ sollten bereits an der Gesichts- und Schädelform erkannt werden. Zur Rassenhygiene trug jedoch vor allem die rasante Entwicklung der Genetik bei, die zur Leitwissenschaft wurde; führende nationalsozialistische Forscher stützten sich zwar kaum auf klassische physiognomische und phrenologische Theorien, vermischt mit Ansätzen zur Graphologie und Phrenologie wurden jedoch auch diese klassischen physiognomischen Theorien dazu verwendet, diese rassistischen Wahnideen mit augenfälliger Evidenz zu „beweisen“.
Eine der neueren Untersuchungen zu diesem Thema ist die Schrift About face. German physiognomic thought from Lavater to Auschwitz. Hierin zeigt der US-amerikanische Germanist Richard T. Gray auf, dass zum Beispiel der vermeintliche Nachweis rassischer Minderwertigkeit bei Menschen jüdischen Glaubens und bei Schwarzen anhand physiognomischer Merkmale sich bereits in den Schriften Johann Kaspar Lavaters und Carl Gustav Carus’ finden lässt.

### Gegenwart
Auch heute gibt es weiterhin Versuche, statistische Beziehungen zwischen physiologischen Merkmalen und Charakterzügen herzustellen. Beispiele sind die von Carl Huter begründete Psycho-Physiognomik und die so genannte Pathophysiognomik.
Zum Teil wird auch in der Personalberatung mit Methoden der Physiognomik gearbeitet. Werner Sarges sagte dazu: „Die Suche nach einem Geheimsystem, mit dem man den Charakter eines Menschen sofort erkennen kann, lässt sich leider nicht ausrotten“.
Auch in der Gegenwart versuchen privatwirtschaftliche sowie staatliche Akteure, Menschen anhand physiognomischer Merkmale zu kategorisieren – dabei kommen vor allem moderne Analysemethoden, wie die computergesteuerte Gesichtserkennung, zum Einsatz. So besagt beispielsweise eine umstrittene Studie aus dem Jahr 2017, eine Analyse-Software könne Homosexualität bei Menschen unter anderem an typischen Gesichtsmerkmalen festmachen – sprich, an einem Kriterium, das „nicht auf selbst gewählten Stilen, Peergroup-spezifischen Konventionen oder selbst gewählten Ausdrucksmitteln beruht. Wenn es stimmt, dass Rechner Homosexualität anhand von Gesichtsproportionen erkennen können, würde das bedeuten, dass sie im Wortsinn 'körperlich' wäre - eventuell bis hinab auf die genetische Ebene oder Entwicklungseinflüsse in der Schwangerschaft. Indizien dafür gibt es seit langem, schlüssige Beweise stehen aus.“
Obwohl die entsprechenden Gefahren in der Öffentlichkeit durchaus offen diskutiert werden, erlangt die Physiognomik durch neue technische Möglichkeiten der automatisierten bzw. computerbasierten Körper- und Verhaltensanalyse wieder größere ökonomische und politische Bedeutung. So konstatiert etwa Frank Patalong: „Kann man einem Menschen die sexuelle Grundorientierung also an der Stirn ablesen? Wenn es nach Shai Gilboa geht, dem Chef des israelischen Unternehmens 'Faception', dann ist das so: 'Unser[e] Persönlichkeit wird von unserer DNS bestimmt und spiegelt sich in unseren Gesichtern.' Sein Unternehmen vermarktet Software, um genau das zu tun: potenzielle Gewalttäter zu erkennen, Extrovertierte von Introvertierten zu scheiden, Pädophile zu finden. Oder wen auch immer. Die Software kann man kaufen, sie zielt auf Terror-Prävention, was heute so gut wie alles rechtfertigt, ist aber auch 'vielseitig einsetzbar', wie man so sagt.“

### Neuere Essayistik
Ganz abseits der statistischen und technisch orientierten Typenlehren existiert auch eine kulturwissenschaftliche, essayistische Physiognomik. Herausragende Beispiele sind Peter von Matt mit seinem Buch Punkt, Punkt, Komma, Strich sowie die von ihm inspirierte Claudia Schmölders, die gleich mehrere Bücher zum Themenbereich vorlegte.

### Historische Quellen
- Aristoteles: Physiognomik. In: Kleinere Abhandlungen über die Seele. 6. u. 7. Kapitel, übers. von F. A. Kreuz, 1847.
- Aristoteles: Die aristotelische Physiognomik: Schlüsse vom Körperlichen auf Seelisches. übers. u. eingel. von M. Schneidewin. Heidelberg: Kampmann 1929.
- Petrus Camper: Über den natürlichen Unterschied der Gesichtszüge. Berlin 1792.
- Giovanni Battista della Porta: De humana physiognom[on]ia. Buch IV, 1601.
- Johann Caspar Lavater: Von der Physiognomik. 1772. (Projekt Gutenberg-DE)
- Johann Caspar Lavater: Physiognomische Fragmente. 1775–1778
- Georg Christoph Lichtenberg: Über Physiognomik – Wider die Physiognomen. 1778.
- Georg Christoph Lichtenberg: Fragment von Schwänzen. (Projekt Gutenberg-DE)
- Charles Bell: Essays on the Anatomy of Expression. 1806.
- Arthur Schopenhauer: Zur Physiognomik. In: Parerga und Paralipomena. 1851.
- Carl Gustav Carus: Symbolik der menschlichen Gestalt. 1858.
- Theodor Piderit: Mimik und Physiognomik. 2. Auflage. Meyer, Detmold 1886.
- Cesare Lombroso: L´Uomo delinquente. 1876.
- Carl Huter: Menschenkenntnis: durch Körper-, Lebens-, Seelen- und Gesichts-Ausdruckskunde auf neuen wissenschaftlichen Grundlagen. Detmold 1904–1906.
- Rudolf Kassner: Die Grundlagen der Physiognomik. Insel-Verlag, Leipzig 1922.
- Rudolf Kassner: Das physiognomische Weltbild. Delphin, München 1930.
- Hans Kurella: Naturgeschichte des Verbrechers. Stuttgart 1893, hier: S. 180–192 (Physiognomie und die typische Erscheinung des Verbrechers)
- Richard Förster (Hrsg.): Scriptores physiognomonici Graeci et Latini. 2 Bände. Leipzig 1893; Neudruck Stuttgart 1994.
- Rudolf Arnheim: Film als Kunst. Rowohlt, Berlin 1932.
- Norbert Glas: Das Antlitz offenbart den Menschen. Eine geistgemäße Physiognomik, I. Band. 1936.

### Forschungsliteratur
- Richard Förster: Die Physiognomik der Griechen. [Philosophische Dissertation] Kiel 1884.
- Karl Pestalozzi, Horst Weigelt (Hrsg.): Das Antlitz Gottes im Antlitz des Menschen: Zugänge zu Johann Caspar Lavater. Vandenhoeck & Ruprecht, Göttingen 1994, ISBN 3-525-55815-5.
- Rüdiger Campe, Manfred Schneider (Hrsg.): Geschichten der Physiognomik. Text – Bild – Wissen. Rombach, Freiburg im Breisgau 1996, ISBN 3-7930-9117-1.
- Claudia Schmölders (Hrsg.): Der exzentrische Blick. Gespräch über Physiognomik. Akademie-Verlag, Berlin 1996, ISBN 3-05-002685-5.
- Gerda Mraz, Uwe Schögl (Hrsg.): Das Kunstkabinett des Johann Caspar Lavater. Böhlau, Wien / Köln / Weimar 1999, ISBN 3-205-99126-5.
- Claudia Schmölders: Hitlers Gesicht. Eine physiognomische Biographie. Beck, München 2000, ISBN 3-406-46611-7.
- Claudia Schmölders, Sander Gilman (Hrsg.): Gesichter der Weimarer Republik. Eine physiognomische Kulturgeschichte. DuMont, Köln 2000, ISBN 3-7701-5091-0.
- Werner E. Gerabek: Physiognomik und Phrenologie – Formen der populären Medizinischen Anthropologie im 18. Jahrhundert. In: Dominik Groß und Monika Reininger (Hrsg.): Medizin in Geschichte, Philologie und Ethnologie: Festschrift für Gundolf Keil. Königshausen & Neumann, Würzburg 2003, S. 35–49.
- Richard T. Gray: About face. German physiognomic thought from Lavater to Auschwitz. Wayne State University Press, Detroit 2004, ISBN 0-8143-3179-3.
- Wolfgang Zysk: Körpersprache – Eine neue Sicht. Dissertationsschrift. Universität Duisburg-Essen, 2004, OCLC 76600482.
- A. G. Gender-Killer (Hrsg.): Antisemitismus und Geschlecht. Von „effeminierten Juden“, „maskulinisierten Jüdinnen“ und anderen Geschlechterbildern. Unrast-Verlag, Münster 2005, ISBN 3-89771-439-6.
- Claudia Schmölders: Das Vorurteil im Leibe. Eine Einführung in die Physiognomik. 3. Auflage. Akademie-Verlag, Berlin 2007, ISBN 978-3-05-002722-7.
- Ulrich van Loyen, Michael Neumann (Hrsg.): Gesichtermoden. (= Tumult. 31). Alpheus, Berlin 2008, ISBN 978-3-9811214-0-7.
- Uwe P. Kanning: Von Schädeldeutern und anderen Scharlatanen: Unseriöse Methoden der Psychodiagnostik. Lengerich, 2009, ISBN 978-3-89967-603-7.
- Hans Belting: Faces. Eine Geschichte des Gesichts. C. H. Beck, München 2013, ISBN 978-3-406-64430-6.
- Bärbel Schwertfeger: Das Comeback einer Pseudolehre. In: Skeptiker 4/2017 S. 176–179, Roßdorf 2017.
- Roland Meyer: Operative Porträts. Eine Bildgeschichte der Identifizierbarkeit von Lavater bis Facebook, Konstanz 2019, ISBN 978-3-8353-9113-0.